# Ryuzo Shimizu
Ryuzo Shimizu, född 30 september 1902 i Japan, är en japansk tidigare fotbollsspelare.